# Дасів Богдан Іванович
Дасів Богдан Іванович (нар. 15 квітня 1935, Тухля , Сколівський район, Львівська область — 19 жовтня 2002, Стебник) — український радянський поет.

## Життєпис
Народився 15 квітня 1935 року в селі Тухля Сколівського району Львівської області.
У цьому ж селі Богдан Іванович Дасів закінчив школу та був призваний до лав Радянської Армії. Служив у місті Євпаторія.
Після закінчення строкової служби приїхав до Краматорська. Тут він зустрів своє кохання й одружився з Малин Олександрою Степанівною. Працевлаштувався до редакції газети «Краматорская правда». З часом доля відчинила для
Богдана Івановича нові географічні горизонти та перспективи.
У Києві він закінчив вищу партійну школу. Працював у Дрогобичі в газеті «Радянське слово» завідувачем сільськогосподарського сектору. У місті Стебник був редактором газети «Хімік». У місті Золочів був редактором газети «Ленінське слово».
Богдан Іванович Дасів пішов з життя 19 жовтня 2002 року. Похований у місті Стебник Львівської області на міському цвинтарі

## Родинні зв'язки
- Матір — Дасів-Углич Марія Федорівна 1905 року народження. Уродженка села Грабовець Сколівського району. Була неписьменна.
- Батько — Дасів Іван Маркович 1907 року народження. Народився в селі Тухля Сколівського району. Скрипаль.